# Emanuele Moschen
Emanuele Moschen (* 24. März 1987) ist ein ehemaliger italienischer Radrennfahrer.
Emanuele Moschen gewann 2004 die Trofeo Emilio Paganessi-Vertova. In der Saison 2007 konnte er das Eintagesrennen Coppa Colli Briantei Internazionale für sich entscheiden. Außerdem wurde er Dritter bei einem Rennen in Collecchio. 2008 belegte er beim Gran Premio Palio del Recioto den zweiten Platz hinter Gianluca Brambilla und im September 2009 gewann er die Ruota d’Oro. Wegen eines Dopingverstoßes war er von 2010 bis 2012 gesperrt.

## Erfolge
2007
- Coppa Colli Briantei Internazionale

2009
- Ruota d’Oro